# Joachim Schulz (Badminton)
Joachim Schulz (* um 1955, auch Hans-Joachim Schulz) ist ein deutscher Badmintonspieler. 

## Karriere
Joachim Schulz wurde 1974 nationaler Juniorenmeister in Deutschland. 1981 gewann er Bronze bei den Deutschen Einzelmeisterschaften im Herrendoppel. Nachdem der Aufstieg in die erste Bundesliga mit seinem Team nicht geschafft wurde, wechselte er zum Aufstiegskonkurrenten OSC Rheinhausen. Mit dem OSC wurde er 1984 deutscher Mannschaftsmeister.

## Sportliche Erfolge
| Saison    | Veranstaltung                                        | Disziplin    | Platz | Name |
| --------- | ---------------------------------------------------- | ------------ | ----- | --- |
| 1967      | Schleswig-Holsteinische Einzelmeisterschaft Schüler  | Herrendoppel | 1     | Joachim Schulz / Meier (VfB Lübeck) |
| 1968      | Schleswig-Holsteinische Einzelmeisterschaft Schüler  | Herreneinzel | 1     | Joachim Schulz (VfB Lübeck) |
| 1972/1973 | Deutsche Einzelmeisterschaft U18                     | Herreneinzel | 1     | Joachim Schulz (VfB Lübeck) |
| 1973      | Schleswig-Holsteinische Einzelmeisterschaft Jugend A | Herreneinzel | 1     | Joachim Schulz (VfB Lübeck) |
| 1973      | Schleswig-Holsteinische Einzelmeisterschaft Jugend A | Herrendoppel | 1     | Joachim Schulz / Hansen (VfB Lübeck) |
| 1973/1974 | Deutsche Einzelmeisterschaft U18                     | Herrendoppel | 1     | Joachim Schulz / Horst Zetsche (VfB Lübeck / TSV Spandau 1860)                                                                                                 |
| 1973/1974 | Deutsche Einzelmeisterschaft U18                     | Herreneinzel | 1     | Joachim Schulz (VfB Lübeck) |
| 1974/1975 | Deutsche Einzelmeisterschaft U22                     | Herreneinzel | 1     | Joachim Schulz (VfB Lübeck) |
| 1974/1975 | Deutsche Einzelmeisterschaft U22                     | Herrendoppel | 1     | Joachim Schulz / Manfred Buck (VfB Lübeck / VfB Lübeck) |
| 1975      | Czechoslovakian International                        | Herrendoppel | 1     | Gerd Kattau / Joachim Schulz |
| 1975      | Schleswig-Holsteinische Einzelmeisterschaften        | Herreneinzel | 1     | Joachim Schulz (VfB Lübeck) |
| 1975      | Schleswig-Holsteinische Einzelmeisterschaften        | Herrendoppel | 1     | Joachim Schulz / Dieter Groß (VfB Lübeck) |
| 1975/1976 | Deutsche Einzelmeisterschaft U22                     | Herreneinzel | 1     | Joachim Schulz (VfB Lübeck) |
| 1976/1977 | Deutsche Einzelmeisterschaft U22                     | Herrendoppel | 1     | Joachim Schulz / Udo Krückels (VfB Lübeck / DJK Stolberg) |
| 1977      | Schleswig-Holsteinische Einzelmeisterschaften        | Herrendoppel | 1     | Klaus-Dieter Schulz / Joachim Schulz (VfB Lübeck) |
| 1978      | Schleswig-Holsteinische Einzelmeisterschaften        | Herrendoppel | 1     | Joachim Schulz / Gerd Kattau (VfB Lübeck) |
| 1980/1981 | Norddeutsche Meisterschaft                           | Mixed        | 1     | Joachim Schulz / Brigitte Pickartz |
| 1980/1981 | Deutsche Einzelmeisterschaft                         | Herrendoppel | 3     | Gert Kattau / Joachim Schulz (Hamburger SV) |
| 1981/1982 | Deutsche Einzelmeisterschaft                         | Herrendoppel | 3     | Rolf Heyer / Joachim Schulz (OSC Rheinhausen) |
| 1982/1983 | Deutsche Einzelmeisterschaft                         | Herrendoppel | 3     | Joachim Schulz / Rolf Heyer (OSC Rheinhausen) |
| 1983/1984 | Deutsche Mannschaftsmeisterschaft                    | Mannschaft   | 1     | OSC 04 Rheinhausen (Wiyatno, Joachim Schulz, Matthias Heger, Rolf Heyer, Michael Ferlings, Kirsten Schmieder, Petra Dieris-Wierichs)                           |
| 1984/1985 | Deutsche Einzelmeisterschaft                         | Herrendoppel | 3     | Joachim Schulz / Rolf Heyer (OSC Rheinhausen) |
| 1984/1985 | Deutsche Mannschaftsmeisterschaft                    | Mannschaft   | 3     | OSC 04 Rheinhausen (Klaus Kamperdicks, Joachim Schulz, Matthias Heger, Rolf Heyer, Michael Ferlings, Kirsten Schmieder, Petra Dieris-Wierichs, Karin Schäfers) |